# Pierre Ier (roi de Chypre)
Pour les articles homonymes, voir Pierre de Lusignan.
Pierre Ier de Lusignan, né le 9 octobre 1328 à Nicosie et mort le 17 janvier 1369 dans la même ville, est roi de Chypre de 1358 à 1369. Il est le fils de Hugues IV (roi de Chypre) et d'Alice d'Ibelin.

## Biographie

### Ses mariages

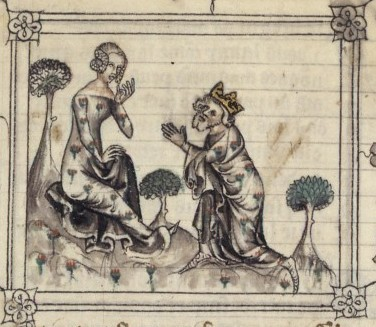
Pierre Ier, galant chevalier

Jeune, il reçut le titre de comte titulaire de Tripoli, titre totalement dénué de substance car Tripoli (du Liban) était conquis par les Mamelouks depuis près d'un demi-siècle. En 1342, il épousa Echive de Montfort, fille et héritière d'Onfroy de Montfort, connétable de Chypre et seigneur titulaire de Tyr et de Toron. Echive mourut avant 1350 quand Pierre était encore adolescent et le mariage fut sans enfant. En 1353, il épousa Éléonore d'Aragon, fille de l'infant Pierre d'Aragon, comte de Ribagorce, d'Ampuries et de Prades, et de Jeanne de Foix, et sœur d'Alphonse d'Aragon duc de Gandie et prétendant au trône d'Aragon.
Jeanne l'Aleman est longtemps sa maîtresse.

### Croisade alexandrine

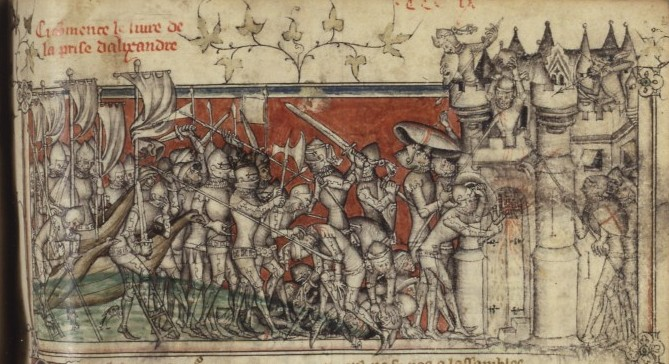
Prise d'Alexandrie

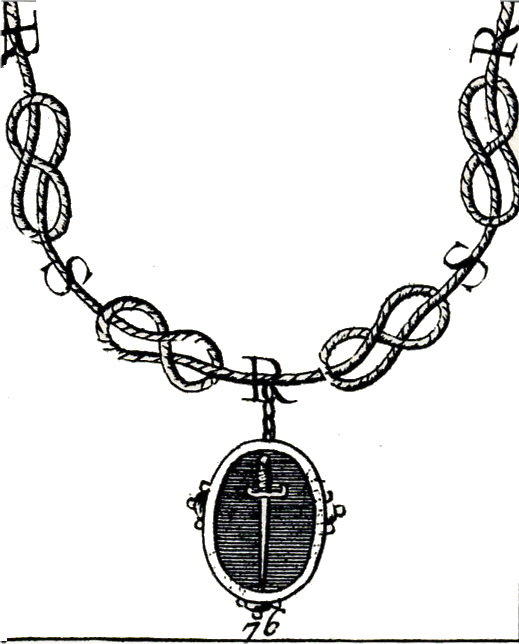
Ordre de l’Épée (1347)

Son père réfréna son désir de mener une nouvelle croisade et de reprendre Jérusalem, mais dès la mort de ce dernier, Pierre met en place ses projets. L’appel à se croiser lancé conjointement par Urbain V et le roi de France motive quelques monarques de la chrétienté. Le premier à répondre est Valdemar IV Atterdag, roi du Danemark. Le second est Pierre Ier de Lusignan, roi de Chypre. À la mi-mars 1363, il quitte Gênes et se dirige vers Avignon en passant par la route du front de mer. Il arrive dans la cité des papes le 29 mars 1363. Pierre Ier arrive à Avignon, le mercredi des Cendres. Il est tout auréolé de la gloire d’avoir, quelques mois plus tôt enlevé aux Turcs la place forte de Satalie, en Asie Mineure. Comte de Tripoli, il a été couronné roi de Chypre du vivant de son père Hugues IV, le 24 novembre 1358. Ce dernier l’a préféré à son aîné Gui, prince de Galilée. Le roi Hugues s’est ensuite éteint le 10 octobre 1359. 
Jean II ayant appris par Urbain V « que messire Pierre de Lusignan, roi de Chypre et de Jérusalem, devait venir en Avignon et avait passé mer, si dit le roi de France qu’il attendroit sa venue, car moult grand désir avoit de lui voir, pour les biens qu’il en avoit ouï recorder et la guerre qu’il avoit faite aux Sarrasins, car voirement avoit le roi de Chypre pris nouvellement la forte cité de Satalie », l’attendit à Avignon avec le Maréchal Jean Ier le Meingre, dit « Boucicaut », pour prendre la croix. 
Deux jours après, le vendredi saint, Urbain V renouvèle son solennel appel à tous les rois et princes chrétiens. Il désigne Jean le Bon comme Capitaine général de la croiserie et le cardinal de Périgord comme son légat.
Lors d’un banquet, Urbain V place le roi Jean à son côté. Comme celui-ci prie le roi de Chypre de s’asseoir près de lui, Pierre de Lusignan lui dit : « Très cher Sire, il ne m’appartient pas de seoir jouxte vous, qui estes le plus noble roy des crestiens, car, au regart de vous, je ne suis qu’ung vostre chevalier ». 
Le 31 mai, Pierre Ier de Lusignan quitte Avignon et remonte vers l’Europe du Nord pour convaincre d’autres princes chrétiens de Flandre et du Brabant de se joindre à eux. Il est de retour à Avignon le 22 juillet, accompagné de Jean le Bon. Les deux rois s’installent dans la « noble maison de Saint-Ouen ». Le roi de Chypre a peu à peu convaincu le roi de France de changer l’objectif de leur « croiserie ». Le port d’Alexandrie est dès lors préféré à Andrinople et le Souverain Pontife, lui-même, donne son aval à la défense des saintes affaires du roi Pierre. 
À l’approche de l’hiver, on parle toujours du « saint voyage » quand Jean II apprend que son fils Louis, prisonnier sur parole des Anglais à Calais, a fui. Il doit quitter de toute urgence l’Hôtel du Dauphin à Villeneuve-lès-Avignon. Le 14 novembre, le roi de France fait étape dans la ville du Saint-Esprit et regagne les pays de langue d’Oïl. 
Le 1er décembre 1363 une vague de froid s’abat sur tout le pays. Jean le Bon est surpris par ce froid glacial à Amiens où il a réuni les États Généraux de langue d’Oïl. À leur clôture, le roi annonce qu’il allait retourner en Angleterre se constituer prisonnier en lieu et place de son fils Louis.
La défection du roi de France n’empêche point cette « croiserie » d’avoir lieu. Elle n'est que retardée jusqu’en 1365. Cette année-là, le 30 juin, d’Avignon, Urbain V écrit au roi de Chypre, pour hâter son départ de Venise vers l’Égypte. Il venait d’embarquer avec ses troupes vers Rhodes et Alexandrie. Aux côtés du roi se trouvent, entre autres, Jean de La Rivière, chancelier du roi de France, Philippe de Mézières, chancelier du roi de Chypre, le vicomte de Turenne, Guillaume III Roger de Beaufort, et Gantonnet d'Abzac, neveu du patriarche de Nicosie. Avec eux, près de huit mille croisés sont prêts à aller combattre les Infidèles à Alexandrie. 
Une flotte de quelque cent soixante-cinq navires arrive à Alexandrie le 7 octobre 1365 et le 9, l'offensive terrestre est lancée. Le port égyptien est pris le 10 octobre. Les installations portuaires sont consciencieusement pillées durant une semaine. Ce que ne savait pas Urbain V qui, le 15 octobre, écrit à Marco Cornaro, le doge de la Sérénissime. Dans sa lettre, il se plaint des difficultés qu’éprouvent les croisés pour se rendre de Venise à Chypre ou Rhodes.
Pierre Ier a fondé en 1347 l'Ordre de l’Épée, un ordre de chevalerie chargé de reconquérir Jérusalem.

### Assassinat

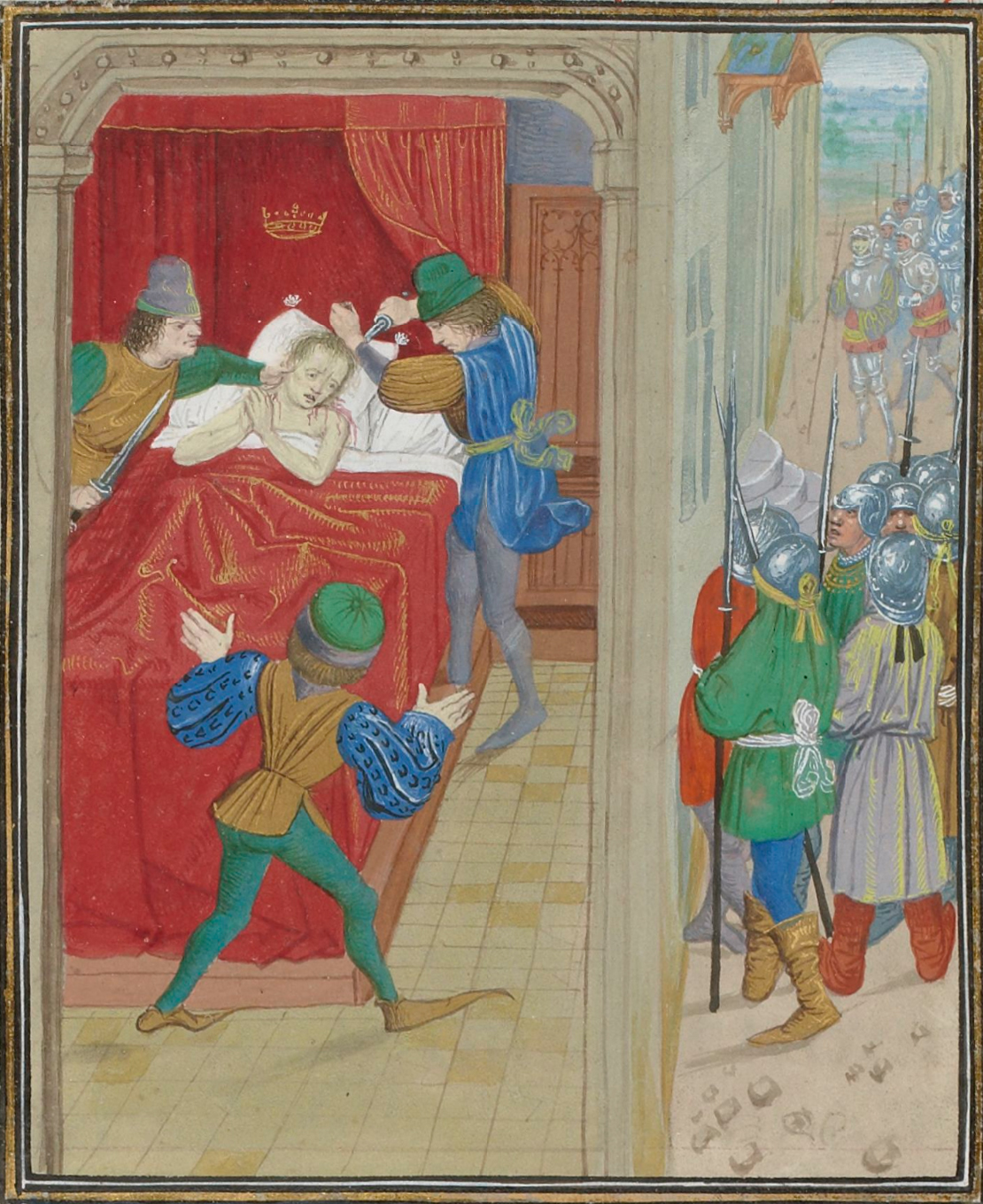
Assassinat de Pierre de Lusignan, roi de Chypre
Jean Froissart, Chroniques, Brugges, XVe siècle (BNF, FR 2645)

À Rome, il reçoit un appel des barons de l'Arménie, le nommant comme roi et le suppliant de délivrer leur patrie. Il revient dans le royaume de Chypre pour répondre à leur demande d'aide. Son royaume, en son absence, a été secoué par les intrigues et les complots dus en partie à l'infidélité de la reine Aliénor durant ses longues absences en Europe. Sa réaction lui met à dos sa noblesse. Il est assassiné au palais de La Cava, à Nicosie, par une faction de nobles le 17 janvier 1369, probablement sur ordre de ses propres frères Jean de Lusignan, prince d'Antioche, et Jacques de Lusignan[réf. nécessaire].
Il est enterré dans l'église de Saint-Dominique de Nicosie, le lieu de sépulture traditionnelle des rois de Chypre. Son successeur est son fils Pierre II de Lusignan.

### Descendance
De sa seconde épouse, il a :
- Pierre II (1357-1382)
- Marie, dite Mariette, incorrectement appelée Marguerite (1360-1397), fiancée à Charles Visconti, marié à son cousin germain Jacques de Lusignan (mort en 1396), comte de Tripoli, fils de Jean de Lusignan et de sa deuxième femme Alix d'Ibelin
- Echive, morte jeune avant 1369